# 坎迪奥塔
坎迪奥塔是巴西南大河州的一个市镇。总面积933.843平方公里，总人口8236人，人口密度8.8人/平方公里。